# Список космических запусков СССР в 1972 году
Список космических запусков СССР в 1972 году
| Дата        | Ракета-носитель | Полезная нагрузка (тип)                | Космодром / Стартовый комплекс | SCD/NSSDC ID                          | Результат |
| ----------- | --------------- | -------------------------------------- | ------------------------------ | ------------------------------------- | --------- |
| 12 января   | Восход          | Космос-471 (Зенит-4М)                  | Байконур Пл. 31                | 05764 / 1972-001A                     | Успех     |
| 25 января   | Космос-2        | Космос-472 (ДС-П1-Ю № 52)              | Плесецк 133/1                  | 05804 / 1972-004A                     | Успех     |
| 3 февраля   | Восход          | Космос-473 (Зенит-2М)                  | Байконур Пл. 31                | 05821 / 1972-006A                     | Успех     |
| 14 февраля  | Протон-К/Блок Д | Луна-20                                | Байконур 81/24                 | 05835 / 1972-007A                     | Успех     |
| 16 февраля  | Восход          | Космос-474 (Зенит-4М)                  | Байконур Пл. 31                | 05839 / 1972-008A                     | Успех     |
| 25 февраля  | Космос-3М       | Космос-475 (Циклон)                    | Плесецк 132/2                  | 05846 / 1972-009A                     | Успех     |
| 1 марта     | Восток-2М       | Космос-476 (Целина-Д)                  | Плесецк 43/4                   | 05852 / 1972-011A                     | Успех     |
| 4 марта     | Восход          | Космос-477 (Зенит-2М)                  | Плесецк 41/1                   | 05862 / 1972-013A                     | Успех     |
| 15 марта    | Восход          | Космос-478 (Зенит-4М)                  | Плесецк 43/3                   | 05885 / 1972-015A                     | Успех     |
| 22 марта    | Космос-3М       | Космос-479 (Целина-О)                  | Плесецк 132/2                  | 05894 / 1972-017A                     | Успех     |
| 25 марта    | Космос-3М       | Космос-480 (Сфера)                     | Плесецк 132/2                  | 05905 / 1972-019A                     | Успех     |
| 25 марта    | Космос-2        | Космос-481 (ДС-П1-Ю № 46)              | Плесецк 133/1                  | 05906 / 1972-020A                     | Успех     |
| 27 марта    | Молния-М        | Венера-8                               | Байконур Пл. 31                | 05912 / 1972-021A                     | Успех     |
| 30 марта    | Восток-2М       | Метеор-1-11 (Метеор-МВ)                | Плесецк 41/1                   | 05917 / 1972-022A                     | Успех     |
| 31 марта    | Молния-М        | Космос-482 (4В-1)                      | Байконур Пл. 31                | 05919 / 1972-023A                     | Неудача   |
| 3 апреля    | Восход          | Космос-483 (Зенит-4М)                  | Плесецк 41/1                   | 05924 / 1972-024A                     | Успех     |
| 4 апреля    | Молния-М        | Молния-1-20 (Молния-1+) SRET-1 (MAC-1) | Плесецк 43/4                   | 05927 / 1972-025A                     | Успех     |
| 6 апреля    | Восход          | Космос-484 (Зенит-2М)                  | Плесецк 43/3                   | 05933 / 1972-026A                     | Успех     |
| 7 апреля    | Восход          | Интеркосмос-6 (13КС «Энергия»)         | Байконур Пл. 31                | 05936 / 1972-027A                     | Успех     |
| 11 апреля   | Космос-2        | Космос-485 (ДС-П1-Ю № 58)              | Плесецк 133/1                  | 05938 / 1972-028A                     | Успех     |
| 14 апреля   | Молния-М        | Прогноз-1 (СО-М)                       | Байконур Пл. 31                | 05941 / 1972-029A                     | Успех     |
| 14 апреля   | Восход          | Космос-486 (Зенит-4М)                  | Плесецк 43/3                   | 05945 / 1972-030A                     | Успех     |
| 21 апреля   | Космос-2        | Космос-487 (ДС-П1-Ю № 57)              | Плесецк 133/1                  | 06006 / 1972-033A                     | Успех     |
| 25 апреля   | Космос-2        | ДС-П1-Ю № 51                           | Плесецк 133/1                  |                                       | Неудача   |
| 5 мая       | Восход          | Космос-488 (Зенит-4МК)                 | Плесецк 43/4                   | 06016 / 1972-034A                     | Успех     |
| 6 мая       | Космос-3М       | Космос-489 (Циклон)                    | Плесецк 132/1                  | 06019 / 1972-035A                     | Успех     |
| 17 мая      | Восход          | Космос-490 (Зенит-2М)                  | Плесецк 43/3                   | 06021 / 1972-036A                     | Успех     |
| 19 мая      | Молния-М        | Молния-2-02 (Молния-2)                 | Плесецк 43/4                   | 06031 / 1972-037A                     | Успех     |
| 25 мая      | Восход          | Космос-491 (Зенит-4М)                  | Байконур Пл. 31                | 06035 / 1972-038A                     | Успех     |
| 9 июня      | Восход          | Космос-492 (Зенит-4М)                  | Байконур Пл. 31                | 06049 / 1972-040A                     | Успех     |
| 21 июня     | Восход          | Космос-493 (Зенит-2М)                  | Байконур Пл. 31                | 06053 / 1972-042A                     | Успех     |
| 23 июня     | Космос-3М       | Космос-494 (Стрела-2)                  | Плесецк 132/2                  | 06059 / 1972-043A                     | Успех     |
| 23 июня     | Восход          | Космос-495 (Зенит-4МК)                 | Плесецк 43/3                   | 06060 / 1972-044A                     | Успех     |
| 26 июня     | Союз            | Космос-496 (Союз 7К-Т)                 | Байконур Пл. 1                 | 06066 / 1972-045A                     | Успех     |
| 29 июня     | Молния-М        | Прогноз-2 (СО-М)                       | Байконур Пл. 31                | 06068 / 1972-046A                     | Успех     |
| 30 июня     | Космос-2        | Интеркосмос-7 (ДС-У3-ИК № 3)           | Капустин Яр 86/4               | 06075 / 1972-047A                     | Успех     |
| 30 июня     | Космос-2        | Космос-497 (ДС-П1-И № 12)              | Плесецк 133/1                  | 06076 / 1972-048A                     | Успех     |
| 30 июня     | Восток-2М       | Метеор-1-12 (Метеор-МВ)                | Плесецк 41/1                   | 06079 / 1972-049A                     | Успех     |
| 5 июля      | Космос-2        | Космос-498 (ДС-П1-Ю № 56)              | Плесецк 133/1                  | 06086 / 1972-050A                     | Успех     |
| 6 июля      | Восход          | Космос-499 (Зенит-4М)                  | Байконур Пл. 31                | 06090 / 1972-051A                     | Успех     |
| 10 июля     | Космос-3М       | Космос-500 (Целина-О)                  | Плесецк 132/2                  | 06097 / 1972-053A                     | Успех     |
| 12 июля     | Космос-2        | Космос-501 (ДС-П1-Ю № 50)              | Капустин Яр 86/4               | 06099 / 1972-054A                     | Успех     |
| 13 июля     | Союз-М          | Космос-502 (Орион)                     | Плесецк 43/4                   | 06105 / 1972-055A                     | Успех     |
| 19 июля     | Восход          | Космос-503 (Зенит-4М)                  | Плесецк 43/3                   | 06114 / 1972-056A                     | Успех     |
| 20 июля     | Космос-3М       | Космос-504 — Космос-511 (Стрела-1М)    | Плесецк 132/2                  | 06117 / 1972-057A — 06124 / 1972-057H | Успех     |
| 28 июля     | Восход          | Космос-512 (Зенит-2М)                  | Плесецк 43/4                   | 06130 / 1972-059A                     | Успех     |
| 29 июля     | Протон-К        | ДОС-2                                  | Байконур 81/23                 |                                       | Неудача   |
| 2 августа   | Восход          | Космос-513 (Зенит-4М)                  | Байконур Пл. 31                | 06135 / 1972-060A                     | Успех     |
| 16 августа  | Космос-3М       | Космос-514 (Циклон)                    | Плесецк 132/2                  | 06148 / 1972-062A                     | Успех     |
| 18 августа  | Восход          | Космос-515 (Зенит-4МК)                 | Плесецк 43/4                   | 06150 / 1972-063A                     | Успех     |
| 21 августа  | Циклон-2        | Космос-516 (УС-А)                      | Байконур 90/19                 | 06154 / 1972-066A                     | Успех     |
| 30 августа  | Восход          | Космос-517 (Зенит-2М)                  | Байконур Пл. 31                | 06168 / 1972-067A                     | Успех     |
| 2 сентября  | Восход          | Зенит-4МК                              | Плесецк 43/4                   |                                       | Неудача   |
| 15 сентября | Восход          | Космос-518 (Зенит-2М)                  | Плесецк 43/4                   | 06186 / 1972-070A                     | Успех     |
| 16 сентября | Восход          | Космос-519 (Зенит-4М)                  | Байконур Пл. 31                | 06188 / 1972-071A                     | Успех     |
| 19 сентября | Молния-М        | Космос-520 (Око)                       | Плесецк 41/1                   | 06192 / 1972-072A                     | Успех     |
| 29 сентября | Космос-3М       | Космос-521 (ДС-П1-М № 4)               | Плесецк 132/2                  | 06206 / 1972-074A                     | Успех     |
| 30 сентября | Молния-М        | Молния-2-03 (Молния-2)                 | Плесецк 41/1                   | 06208 / 1972-075A                     | Успех     |
| 4 октября   | Восход          | Космос-522 (Зенит-4М)                  | Плесецк 41/1                   | 06219 / 1972-077A                     | Успех     |
| 5 октября   | Космос-2        | Космос-523 (ДС-П1-Ю № 63)              | Плесецк 133/1                  | 06222 / 1972-078A                     | Успех     |
| 11 октября  | Космос-2        | Космос-524 (ДС-П1-Ю № 49)              | Плесецк 133/1                  | 06229 / 1972-080A                     | Успех     |
| 14 октября  | Молния-М        | Молния-1-21 (Молния-1+)                | Плесецк 41/1                   | 06231 / 1972-081A                     | Успех     |
| 17 октября  | Космос-3М       | Стрела-2                               | Плесецк 132/1                  |                                       | Неудача   |
| 18 октября  | Восход          | Космос-525 (Зенит-2М)                  | Плесецк 43/4                   | 06248 / 1972-083A                     | Успех     |
| 25 октября  | Космос-2        | Космос-526 (ДС-П1-Ю № 61)              | Плесецк 133/1                  | 06254 / 1972-084A                     | Успех     |
| 26 октября  | Восток-2М       | Метеор-1-13 (Метеор-МВ)                | Плесецк 43/4                   | 06256 / 1972-085A                     | Успех     |
| 31 октября  | Восход          | Космос-527 (Зенит-4МК)                 | Плесецк 43/4                   | 06260 / 1972-086A                     | Успех     |
| 1 ноября    | Космос-3М       | Космос-535 — Космос-535 (Стрела-1М)    | Плесецк 132/2                  | 06262 / 1972-087A — 06269 / 1972-087H | Успех     |
| 3 ноября    | Космос-3М       | Космос-536 (Целина-О)                  | Плесецк 132/1[уточнить]        | 06272 / 1972-088A                     | Успех     |
| 23 ноября   | Н-1             | ЛОК                                    | Байконур 110Л                  |                                       | Неудача   |
| 25 ноября   | Восход          | Космос-537 (Зенит-2М)                  | Байконур Пл. 31                | 06287 / 1972-093A                     | Успех     |
| 30 ноября   | Космос-2        | Интеркосмос-8 (ДС-У1-ИК № 2)           | Плесецк 133/1                  | 06291 / 1972-094A                     | Успех     |
| 2 декабря   | Молния-М        | Молния-1-22 (Молния-1+)                | Байконур Пл. 1                 | 06294 / 1972-095A                     | Успех     |
| 12 декабря  | Молния-М        | Молния-2-04 (Молния-2)                 | Плесецк 41/1                   | 06308 / 1972-098A                     | Успех     |
| 14 декабря  | Восход          | Космос-538 (Зенит-4М)                  | Плесецк 43/4                   | 06311 / 1972-099A                     | Успех     |
| 21 декабря  | Космос-3М       | Космос-539 (Сфера)                     | Плесецк 132/2                  | 06319 / 1972-102A                     | Успех     |
| 25 декабря  | Космос-3М       | Космос-540 (Стрела-2)                  | Плесецк 132/2                  | 06323 / 1972-104A                     | Успех     |
| 27 декабря  | Союз-М          | Космос-541 (Орион)                     | Плесецк 41/1                   | 06326 / 1972-105A                     | Успех     |
| 28 декабря  | Восток-2М       | Космос-542 (Целина-Д)                  | Плесецк 43/4                   | 06328 / 1972-106A                     | Успех     |

## Статистика
Количество запусков: 79
Успешных запусков: 73
| Ракета-носитель | Число стартов | Неудачи | Примечания |
| --------------- | ------------- | ------- | ---------- |
| Восход          | 29            | 1       |            |
| Космос-2        | 13            | 1       |            |
| Космос-3М       | 14            | 1       |            |
| Протон-К        | 2             | 1       |            |
| Молния-М        | 11            | 1       |            |
| Восток-2М       | 5             | 0       |            |
| Союз            | 1             | 0       |            |
| Союз-М          | 2             | 0       |            |
| Циклон-2        | 1             | 0       |            |
| Н-1             | 1             | 1       |            |

| Космодром   | Число стартов | Неудачи | Примечания |
| ----------- | ------------- | ------- | ---------- |
| Байконур    | 22            | 3       |            |
| Плесецк     | 55            | 3       |            |
| Капустин Яр | 2             | 0       |            |

## Прочие события
| Дата        | Событие |
| ----------- | --- |
| 15 февраля  | Осуществлена коррекция траектории полета советской автоматической межпланетной станции «Луна-20». |
| 18 февраля  | Советская автоматическая межпланетная станция «Луна-20» выведена на орбиту вокруг Луны. Параметры орбиты станции составляют: наклонение орбиты к плоскости лунного экватора — 65 градусов; период обращения — 118 минут; высота орбиты над поверхностью Луны — 100 километров. |
| 21 февраля  | 19:19. Советская автоматическая межпланетная станция «Луна-20» совершила мягкую посадку на поверхности Луны на участке, примыкающем к северо- восточной оконечности Моря Изобилия, в точке с координатами 3 градуса 32 минуты северной широты и 56 градусов 33 минуты восточной долготы. После прилунения станции были переданы на Землю изображения лунной поверхности и произведен забор образцов лунного грунта. Взятые образцы с помощью манипулятора были помещены в контейнер космической ракеты и загерметизированы. |
| 22 февраля  | 22:58. С поверхности Луны в сторону Земли стартовала взлетная ступень автоматической станции «Луна-20». |
| 25 февраля  | В 19:12 в 40 километрах северо-западнее города Джезказган совершила мягкую посадку возвращаемая ступень автоматической станции «Луна-20». На Землю доставлена колонка лунного грунта. |
| 29 марта    | В Москве, Вашингтоне и Лондоне подписана конвенция о международной ответственности за ущерб, причиненный космическим объектам. |
| 3 апреля    | Президиум Верховного Совета СССР ратифицировал соглашение о создании международной системы и организации космической связи «Интерспутник», подписанное в Москве 15.11.1971. |
| 12 апреля   | В Москве в Кремлёвском Дворце съездов состоялось торжественное собрание, посвященное Дню космонавтики. |
| 30 апреля   | Опубликовано сообщение об открытии учеными Института теоретической обсерватории АН СССР новой малой планеты. Астероиду присвоено имя Юрия Алексеевича Гагарина (1772 Gagarin). |
| 10 мая      | В Москве в президиуме АН СССР подписано советско-индийское соглашение о дальнейшем развитии сотрудничества в области космических исследований. |
| 24 мая      | В Москве подписано соглашение между СССР и США о сотрудничестве в исследовании и использовании космического пространства в мирных целях. |
| 26 мая      | В Москве подписан Договор между СССР и США об ограничении систем противоракетной обороны. |
| 22 июля     | Автоматическая межпланетная станция «Венера-8» достигла окрестностей планеты Венера. При входе в атмосферу планеты от станции отделился спускаемый аппарат, который произвел мягкую посадку на поверхность планеты. Посадка впервые была осуществлена на освещенную сторону планеты. |
| 29 июля     | 3:20. Космодром Байконур, стартовый комплекс 81Л. Пуск ракеты-носителя «Протон-К», которая должна была вывести на околоземную орбиту долговременную орбитальную станцию «Салют» ["ДОС-2 17К"] (сер. № 122). Из-за аварии 2-й ступени РН полет был прерван на 162-й секунде. |
| 11 августа  | Опубликовано письмо министра иностранных дел СССР Андрея Андреевича ГРОМЫКО генеральному секретарю ООН Kurt WALDHEIM, в котором содержится предложение правительства СССР включить в повестку дня XXVII сессии Генеральной ассамблеи ООН вопрос «О разработке международной конвенции о принципах использования государствами искусственных спутников Земли для непосредственного телевизионного вещания». |
| 16 августа  | Опубликовано поздравление ЦК КПСС, Президиума Верховного Совета СССР и Совета Министров СССР в связи с созданием, запуском, управлением полетом и посадкой автоматической межпланетной станции «Венера-8». |
| 23 августа  | Опубликовано сообщение ТАСС о завершении запланированной комплексной программы исследований Марса, проводившихся с орбит его искусственных спутников советскими автоматическими станциями «Марс-2» и «Марс-3». |
| 29 сентября | Президиум Верховного Совета СССР ратифицировал Договор между СССР и США об ограничении систем противоракетной обороны, подписанный в Москве 26.05.1972. |
| 3 октября   | В Вашингтоне министр иностранных дел СССР Андрей Андреевич Громыко и государственный секретарь США William Rogers обменялись ратификационными грамотами Договора между СССР и США об ограничении систем противоракетной обороны, подписанного в Москве 26.05.1972. |
| 5 октября   | Опубликовано сообщение об открытии научными сотрудниками Крымской астрофизической обсерватории АН СССР трех новых астероидов. Малым планетам присвоены имена членов экипажа космического корабля «Союз-11» Георгия Тимофеевича Добровольского, Владислава Николаевича Волкова и Виктора Ивановича Пацаева (1789 Dobrovolsky, 1790 Volkov, 1791 Patsayev). |
| 23 ноября   | 6:11. Космодром Байконур, стартовый комплекс 110Л. Пуск ракеты-носителя «Н-1», которая должна была вывести на околоземную орбиту лунный космический корабль «ЛОК». На заключительном этапе работы 1-й ступени произошел взрыв РН. |
| 29 ноября   | XXVII сессия Генеральной ассамблеи ООН приняла резолюцию «О разработке международной конвенции о принципах использования государствами искусственных спутников Земли для непосредственного телевизионного вещания». Резолюция была принята большинством в 102 голоса при 1 против (США) и 7 воздержавшихся. |